# Maomé VI de Marrocos
Maomé ibne Haçane ibne Maomé ibne Iúçufe Alauita (Mohammed ben el-Hassan ben Mohammed ben Youssef el-Alaoui), melhor conhecido como Maomé VI (em árabe: محمد السادس; romaniz.: Mohamed VI) GCA • GCIH • GColSE (em árabe: محمد السادس, lit. 'Mohammed VI'; Rabat, 21 de agosto de 1963) é o Rei do Marrocos desde a morte de seu pai Hassan II, em 1999.

## Nascimento
Maomé é o filho mais velho do rei Hassan II do Marrocos e sua esposa, Lalla Latifa Hammou, que provinha de importante tribo norte-africana.

## Reinado

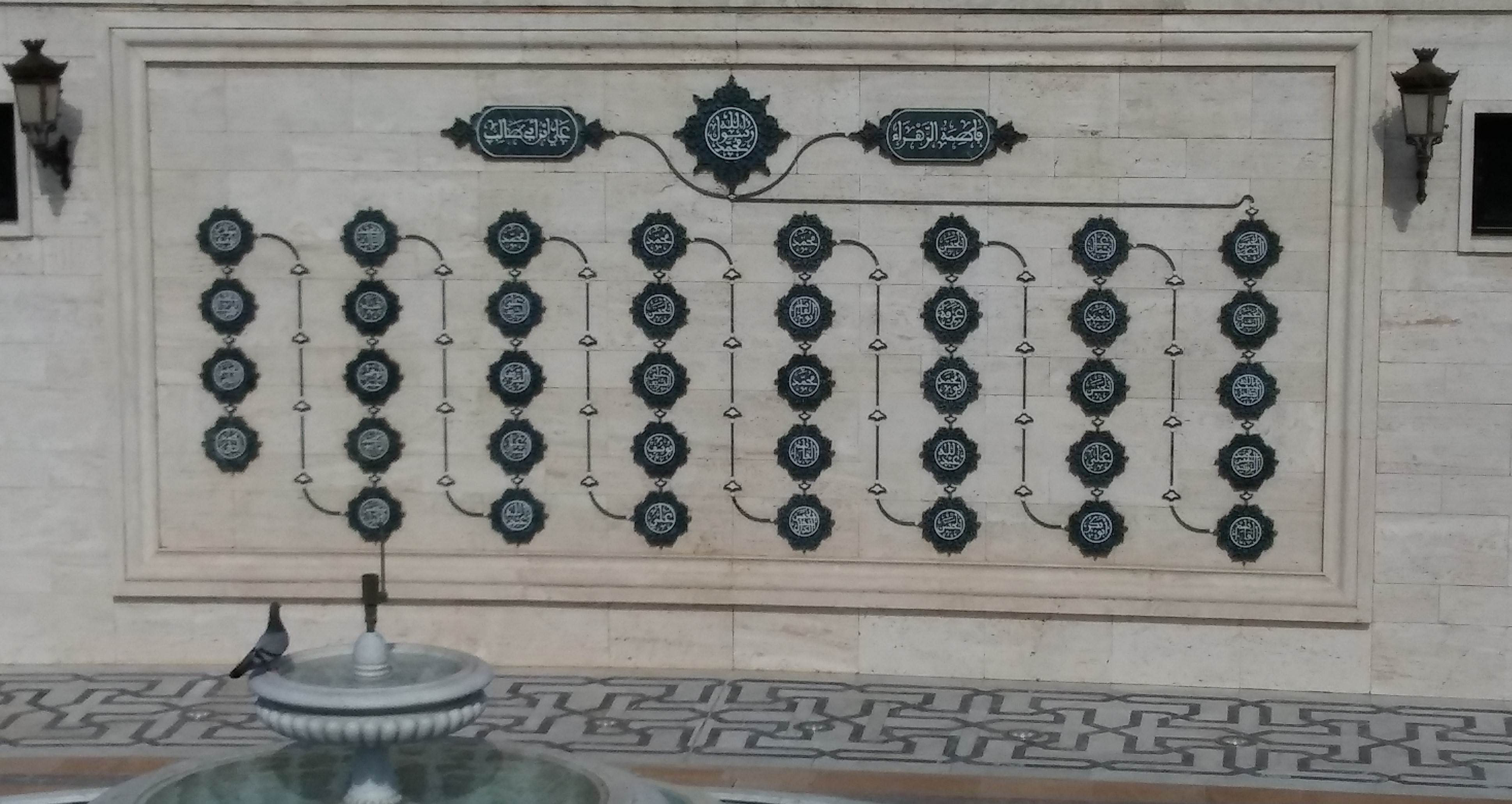
Árvore genealógica da dinastia alauita.

Foi coroado a 23 de julho de 1999, somente algumas horas depois da morte de seu pai.
É o 23º rei da dinastia alauita, que tem reinado no  Marrocos desde 1666 e cujo 350.º aniversário se comemorou em 2016. Também detém, de acordo com a constituição marroquina, o título de miralmuminim (Comandante da Fé ou chefe religioso).
Após assumir, Maomé se tornou conhecido como um modernizador e apoiador da democracia. No entanto, nem todos concordam com os adjetivos. Em 2019, o jornalista Aziz Chahir escreveu no jornal Middle East Eye que "apesar das inúmeras promessas de reforma, o reinado do rei Mohammed VI acabou tomando o caminho de um autoritarismo corporativo, mitigado por tentativas esporádicas de democratização". Ele também escreveu que o governo de Maomé "privilegia a personificação do governo, a concentração de poderes e a dominação política dos oponentes".

## Casamento, divórcio e descendentes
Em 21 de março de 2002, desposou Salma Bennani em Rabat, concedendo-lhe o título de princesa consorte. No entanto, o casal se separou inesperadamente no início de 2018. Eram "a imagem da família real perfeita que conseguiu, pela primeira vez em Marrocos, um equilíbrio entre a tradição e a modernidade", escreveu o jornal I Online de Portugal à época.
O rei e Salma tiveram dois filhos: Moulay Hassan, nascido a 8 de maio de 2003 e primeiro na linha de sucessão do trono marroquino, e Lalla Khadija, que nasceu a 28 de fevereiro de 2007.
Maomé também tem um irmão, Moulay Rachid, e três irmãs, as princesas Lalla Meryem, Lalla Asma e Lalla Hasna.

## Problemas de saúde

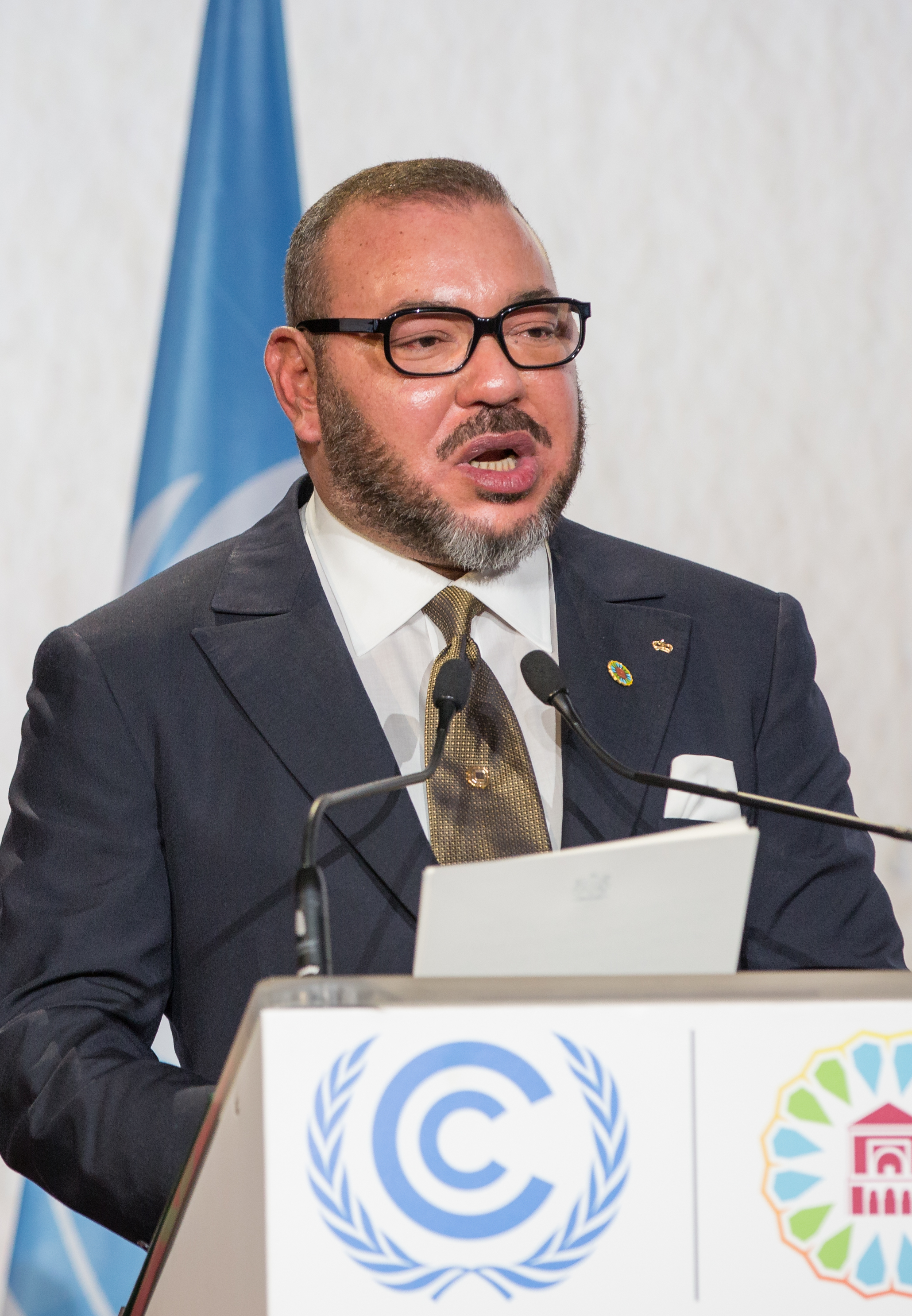
O rei do Marrocos, Maomé VI, discursa na Conferência das Nações Unidas sobre Mudanças Climáticas em Marrakesh.

À época da separação do casal, Maomé havia passado por uma cirurgia cardíaca em Paris.
Em meados de 2020, o jornalista Aziz Chahir escreveu no jornal Middle East Eye que Maomé tinha problemas constantes de saúde e que havia passado por nova cirurgia no coração. Ele também levantou a possibilidade do filho de Maomé, Hassan, estar se preparando para assumir o trono.

## Títulos e honrarias
- Sua Majestade o Rei Maomé V do Marrocos (1999 ao presente)
- Grã-Cruz da Ordem do Infante D. Henrique (26 de março de 1993)
- Grã-Cruz da Ordem Militar de Avis (13 de agosto de 1998)
- Grande-Colar da Ordem Militar de Sant'Iago da Espada (28 de junho de 2016).[7]